# 脚炉

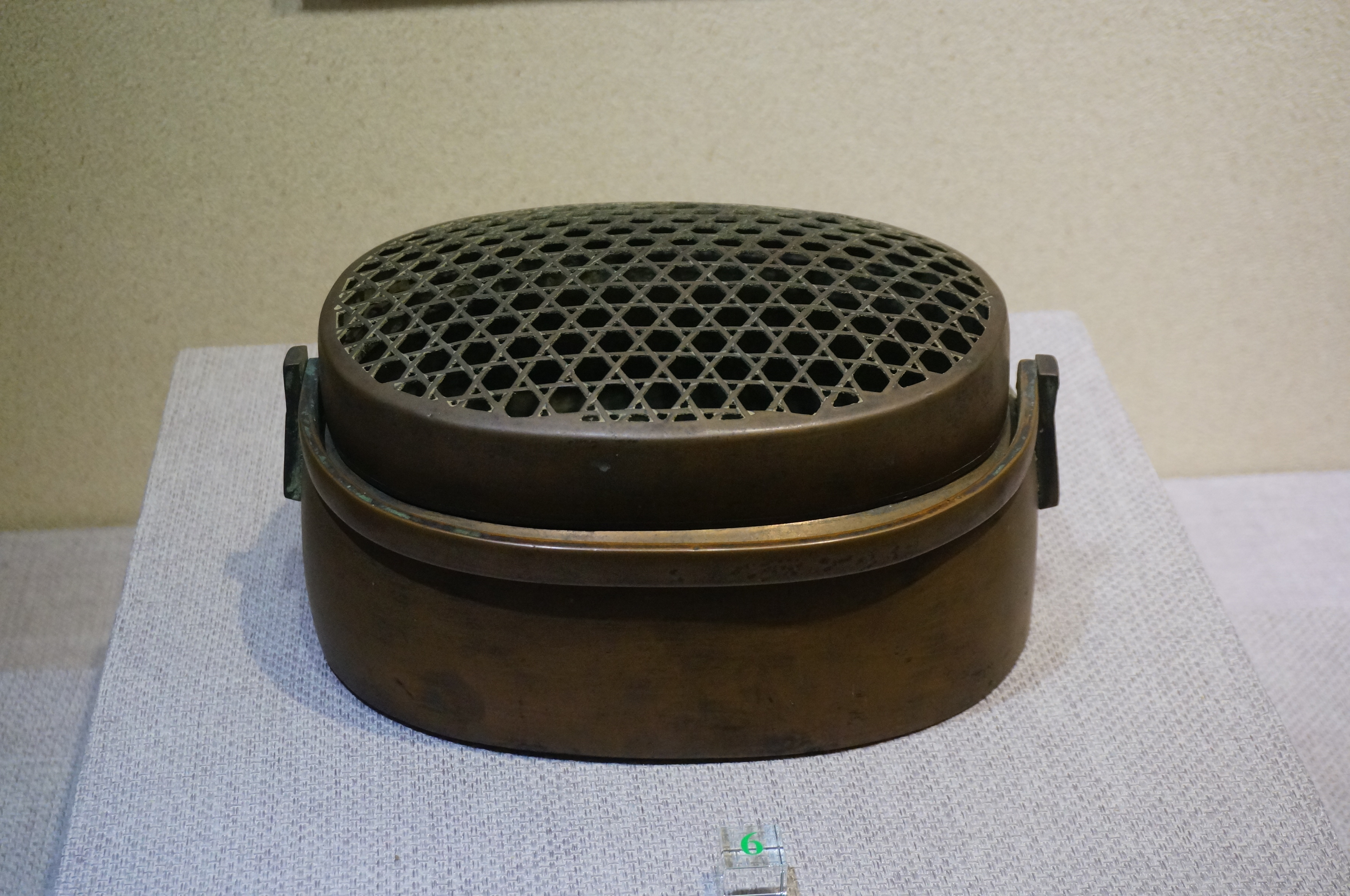
明代张鸣岐铜脚炉，嘉兴博物馆藏。

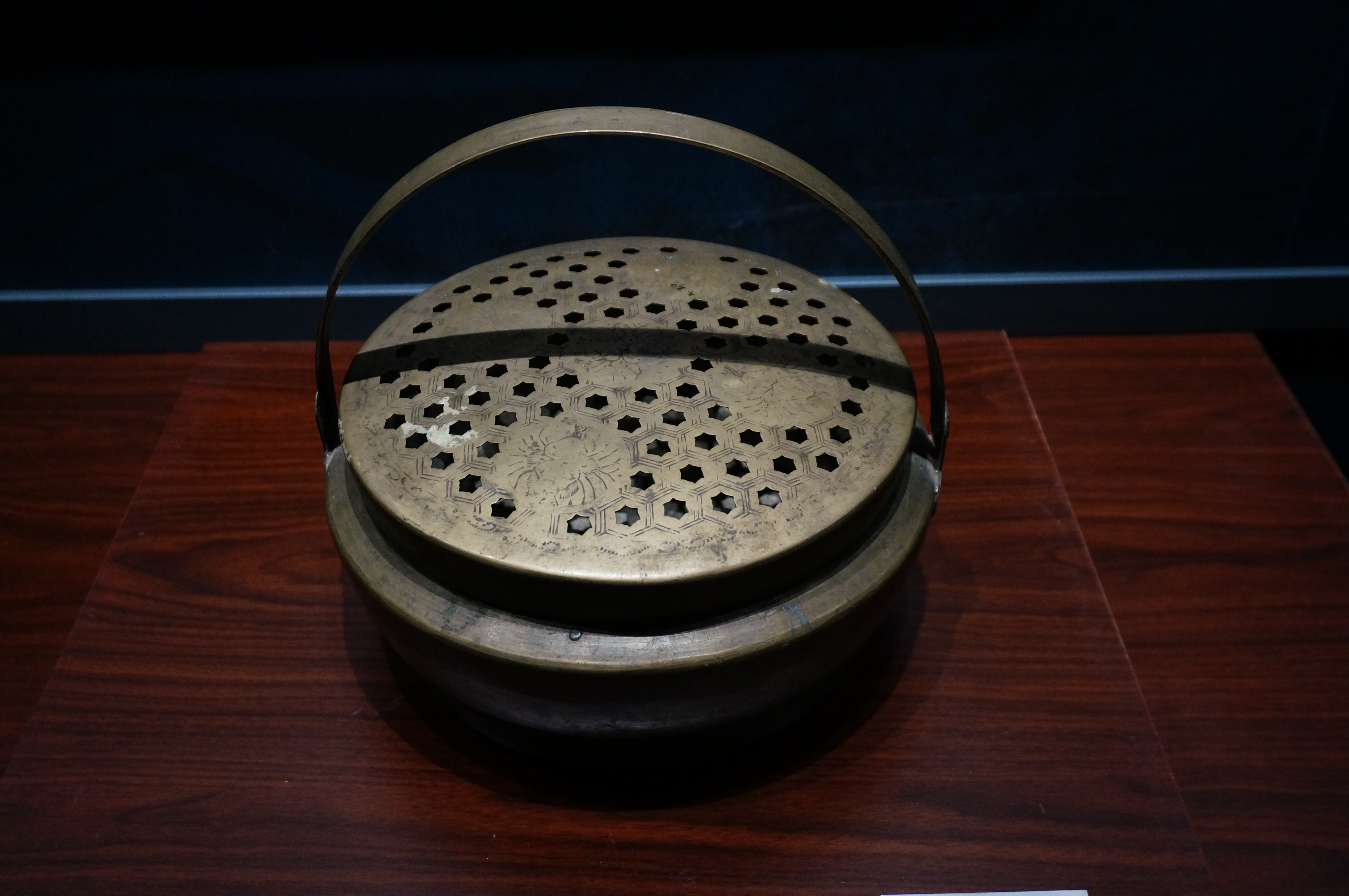
民国初年铜脚炉，武义博物馆藏。

脚炉亦称火踏，为冬天暖脚用的小炉。東亞地區的腳爐多为铜制，也有陶制的，其形状多为扁圆形，带有提梁，盖上有许多小孔，内燃木炭、炭墼（用炭末捣制成的圆柱状燃料）、砻糠、锯末等。西方的腳爐多為方形木製，其中一側有門可打開，內放一金屬或陶製缽放置燃料。